# Jaques Wagner
Jaques Wagner GCMD (Rio de Janeiro, 16 de março de 1951) é um político e ex-sindicalista brasileiro, filiado ao Partido dos Trabalhadores (PT). Desde 2019 é senador pela Bahia, estado do qual foi governador de 2007 a 2014. Também foi ministro-chefe da Casa Civil de 2015 a 2016.

## Biografia
Nascido no Rio de Janeiro, em 16 de março de 1951, filho de Joseph Wagner e Cypa Perla Wagner, imigrantes judeus poloneses. Estudou sete anos (1962–1968) no Colégio Militar do Rio de Janeiro (CMRJ). É casado com Maria de Fátima Carneiro de Mendonça, tem três filhos, todos de seu primeiro casamento com a ex-vice prefeita de Salvador Beth Wagner.

## Carreira política
Seu envolvimento na política se inicia a partir de 1969 no movimento estudantil, quando ingressou no diretório acadêmico da Faculdade de Engenharia Civil da Pontifícia Universidade Católica (PUC-Rio). Entretanto, em 1973 abandona o curso de engenharia e sai do Rio de Janeiro temendo ser preso pelos órgãos repressivos da ditadura. Jaques Wagner então ficou um breve período no Estado de Minas Gerais antes de se mudar em definitivo para a Bahia, próximo do Subúrbio Ferroviário de Salvador, onde ingressaria na indústria petroquímica no polo de Camaçari, na região metropolitana da capital, onde se tornou técnico em manutenção. Começou a atuar no Sindicato dos Trabalhadores da Indústria Petroquímica (Sindiquímica-BA), do qual foi diretor e presidente. Conheceu Luiz Inácio Lula da Silva em um congresso de petroleiros e em 1980 ajudou a fundar o Partido dos Trabalhadores (PT) e a Central Única dos Trabalhadores (CUT) no Estado da Bahia e foi o primeiro presidente de ambas no Estado.
Filiado ao partido desde então, Jaques Wagner foi eleito deputado federal em 1990, sendo reeleito em 1994 e 1998. Depois de três mandatos como deputado, concorreu a prefeitura de Camaçari e ao governo da Bahia em 2000 e 2002 respectivamente, e em ambos foi derrotado.

### Ministério do Trabalho e Secretaria de Relações Institucionais
Em 2003, foi convidado por Lula para a função de Ministro do Trabalho e posteriormente, em 2005, tornou-se ministro das Relações Institucionais, assumindo a coordenação política do governo e suas relações com o Congresso Nacional. Ainda comandou a Secretaria Especial do Conselho de Desenvolvimento Econômico e Social da Presidência da República. Como ministro, foi condecorado em novembro de 2005 pelo presidente Lula com a Grã-Cruz da Ordem do Mérito da Defesa.

### Governador da Bahia

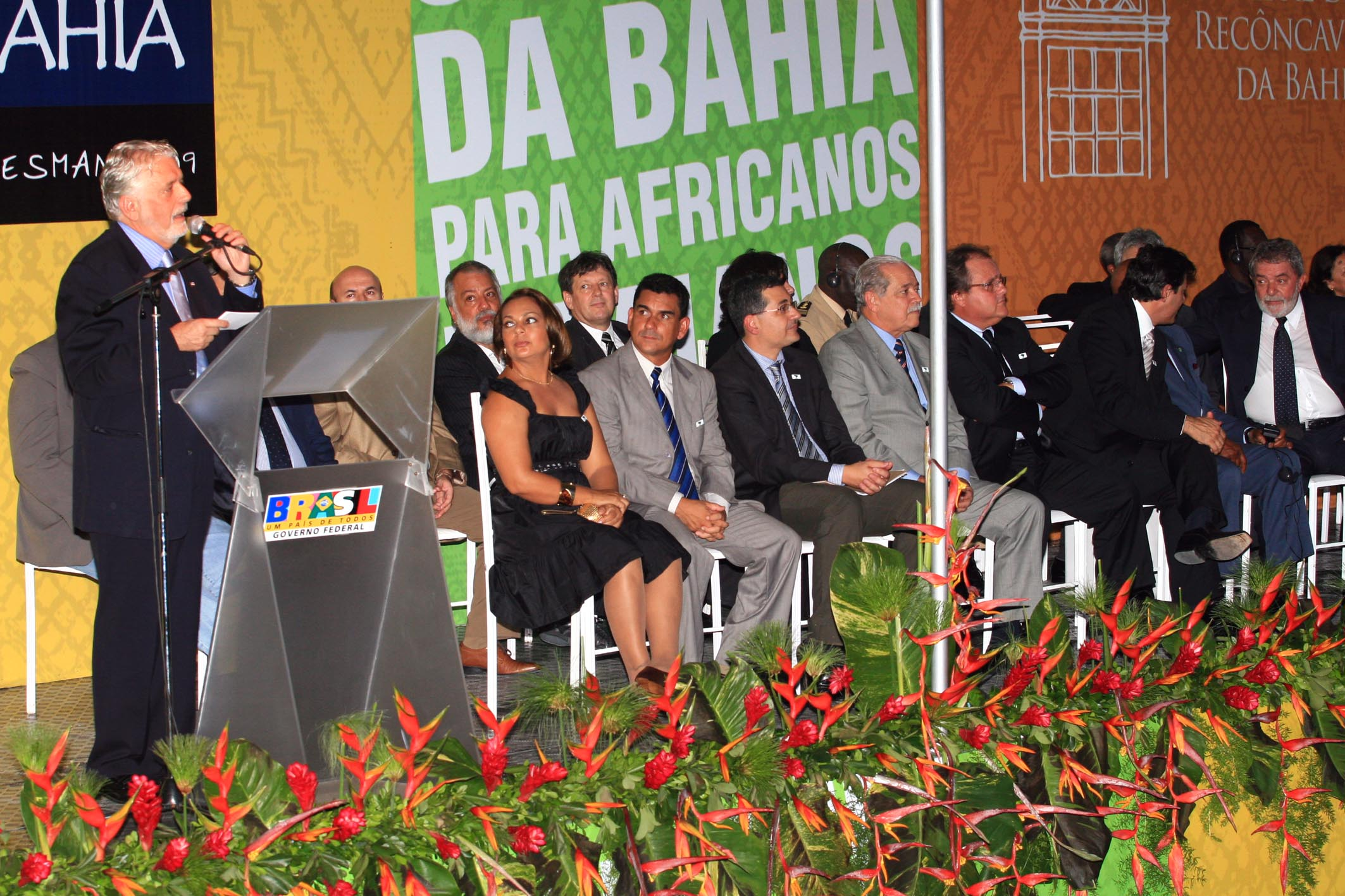
Governador Jaques Wagner discursa durante inauguração da UFRB (Universidade Federal do Recôncavo da Bahia), no município de Cachoeira, localizado no Quarteirão Leite Neves.

Jaques Wagner foi eleito governador do estado, em outubro de 2006, apoiado por uma coligação formada pelo PT, PV, PPS, PCdoB, PTB, PMN e PMDB. A coligação não teve candidato a senador, mas apoiou informalmente o ex-governador João Durval Carneiro, eleito pelo PDT. Apesar de as pesquisas indicarem uma vitória no primeiro turno e com ampla vantagem do seu adversário e predecessor no cargo, Paulo Souto, Jaques venceu com 52,89% dos votos válidos, num total de 3 242 336 votos impondo a mais contundente derrota à hegemonia do carlismo nas eleições da Bahia em décadas. Muitos acreditam que a vitória de Wagner se deveu ao alinhamento com o presidente Lula. A vitória de Jaques Wagner foi apontada pela imprensa nacional como o fim do carlismo, ou seja, da forte influência do ex-governador Antônio Carlos Magalhães (ACM) na estrutura de governo do estado da Bahia. O próprio Jaques Wagner tratou de explicar, numa entrevista concedida à revista Caros Amigos, que sua vitória não foi surpresa para ele, uma vez que o grupo liderado pelo senador Antônio Carlos Magalhães arregimentava sempre cerca de 30 por cento dos votos em todas as eleições. Em dezembro de 2006, seguindo o modelo do governo Lula, Wagner anunciou que pretende ter sob sua responsabilidade direta a administração dos recursos financeiros estaduais destinados a ações sociais.

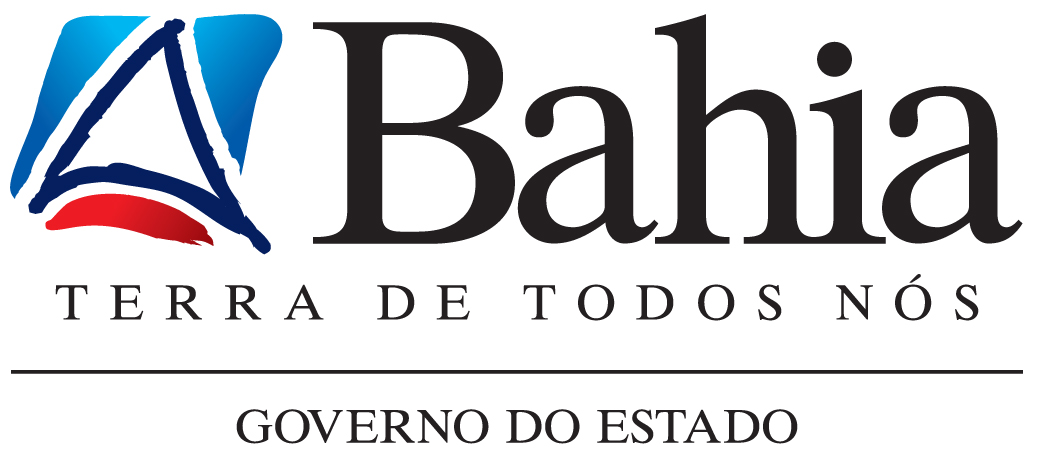
Logomarca do primeiro mandato de Wagner.

Em 2010, Jaques foi reeleito governador da Bahia, em primeiro turno, com 63,83% dos votos válidos.
Uma das obras mais elogiadas da gestão Wagner é o Hospital do Subúrbio. Inaugurado em 2010, no subúrbio da cidade de Salvador, foi o primeiro hospital do país a ser construído em parceria público-privada (PPP). Com um atendimento considerado de excelência, o centro de saúde realiza inúmeros procedimentos, tem equipamentos de ponta e é administrado pela iniciativa privada em um regime de concessão. Apesar do atendimento de excelência, principalmente em uma região pobre e periférica, o que não é usual na Bahia, o hospital ainda é uma obra criticada pelo fato de ter sido concedido. Opositores da política do governo acreditam que foi uma forma de privatização do setor da saúde. A instituição fica em um local não muito acessível e de difícil acesso, mas devido ao bom atendimento, tem sempre grande demanda.

#### Greves do funcionalismo público estadual
Em 2012, ocorreram greves da Polícia Militar e dos professores do estado, essa última com duração de 115 dias (a maior da história da Bahia) as quais desgastaram a imagem de Wagner. Apesar de durante o movimento paredista dos policiais terem sido registrados no estado 172 homicídios, o fato de o líder da greve, o vereador Marco Prisco, ter sido flagrado combinando atos de vandalismo para potencializar o movimento grevista, de certa forma, diminuiu a atenção negativa dada para Jaques Wagner durante o episódio. No entanto, ainda assim, seus opositores políticos e parte da sociedade continuam achando que o governador geriu a questão de forma ineficiente. Logo depois que a greve acabou, Wagner se defendeu e exaltou a forma como o seu governo lidou com a paralisação policial.
Em 2014, a Polícia Militar realizou outra greve no estado, que só durou três dias. Assim que o movimento começou, Wagner pediu a ajuda da Força Nacional, que se deslocou para a Bahia, apesar de não ter diminuído a insegurança da população. Durante o período de paralisação ocorreram 59 homicídios e 156 carros roubados. Desta vez, a imagem do governante não ficou tão arranhada, principalmente devido à prisão de Prisco, mas trouxe novamente à tona a questão da falência da segurança pública no estado, considerado o “calcanhar de aquiles” do governador e que fica como legado para o candidato do PT ao governo da Bahia, Rui Costa (eleito na sucessão estadual). No entanto, Wagner e o secretário de segurança pública do estado, Maurício Barbosa, sempre argumentam que a violência aumentou em todo o Brasil e que o caso da Bahia não é especial.

### Ministério da Defesa e Casa Civil

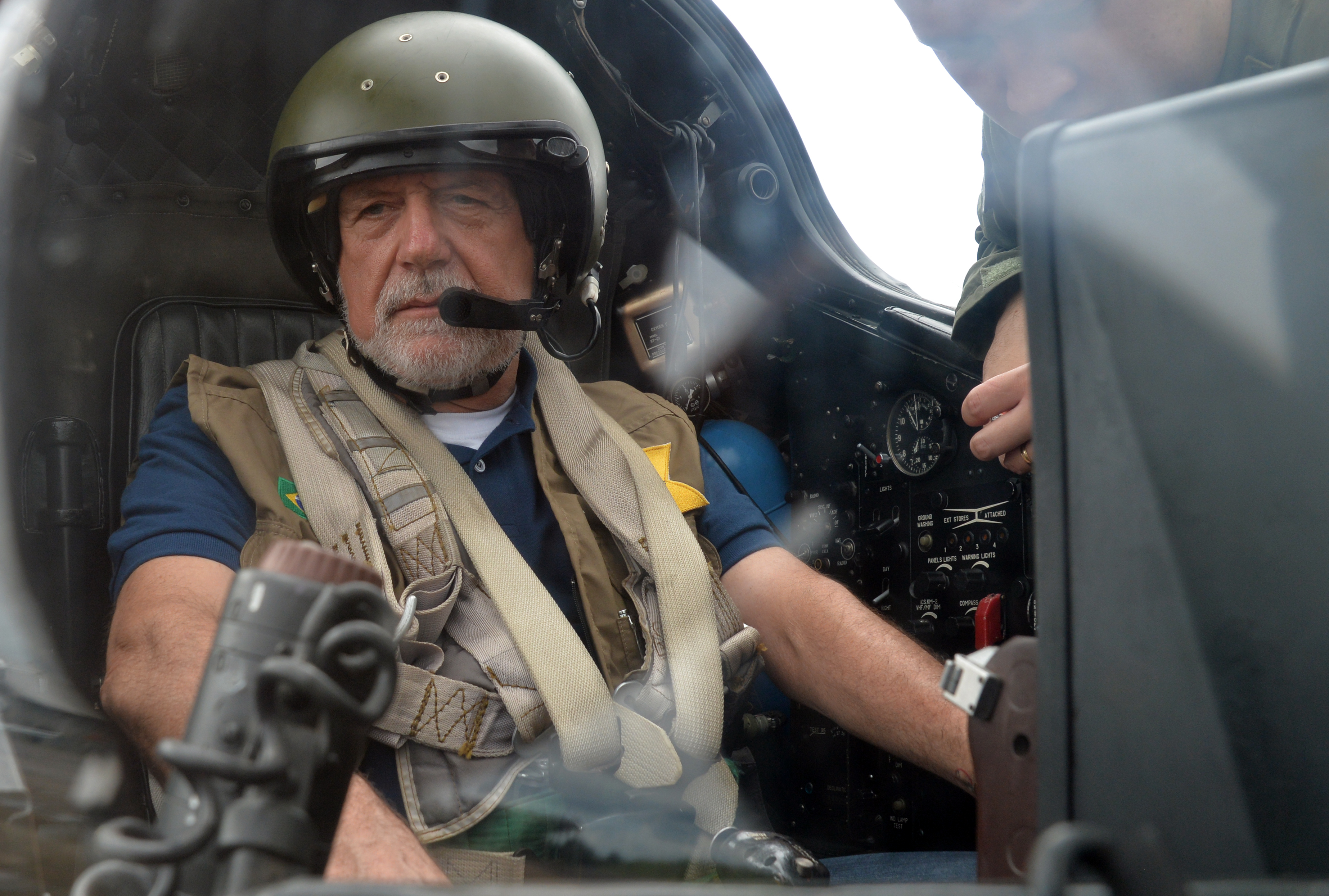
Jaques Wagner, em visita à Base Aérea de Porto Velho, em 2015.

Em 23 de dezembro de 2014, foi indicado para assumir o Ministério da Defesa em substituição ao ministro Celso Amorim, no segundo mandato do Governo Dilma Rousseff. Ficou até 2 de outubro de 2015 quando foi indicado para Casa Civil, como parte da reforma ministerial promovida pela presidente.

### Ministro Chefe de Gabinete
Em março de 2016, abriu mão do cargo de Ministro da Casa Civil em favor do ex-presidente Lula, sendo nomeado pela então Presidente Dilma para o recém criado cargo de Ministro Chefe do Gabinete Pessoal da Presidência da República. Permaneceu no cargo até o afastamento de Dilma da Presidência, em 12 de maio do mesmo ano.

## Eleições de 2018
Jaques Wagner em junho de 2018 defendeu o apoio à candidatura de Ciro Gomes para presidente, mas apoiou o candidato do partido, Fernando Haddad e foi lançado candidato a Senador pelo estado da Bahia, pelo Partido dos Trabalhadores na Bahia, tendo sido foi eleito com 4.253.231 de votos e 35,71% dos votos válidos.
No decorrer de 2021, seu nome passou a ser destacado como candidato ao governo da Bahia nas eleições de 2022, mas retirou sua pré-candidatura em fevereiro de 2022.